# Garn Gron
Garn Gron är ett berg i Storbritannien.   Det ligger i kommunen Ceredigion och riksdelen Wales, i den södra delen av landet, 270 km väster om huvudstaden London. Toppen på Garn Gron är 537 meter över havet.
Terrängen runt Garn Gron är varierad. Runt Garn Gron är det ganska tätbefolkat, med 60 invånare per kvadratkilometer. Närmaste större samhälle är Tregaron, 6,1 km väster om Garn Gron. Trakten runt Garn Gron består i huvudsak av gräsmarker.